# Josep de Llupià i Roger
Josep de Llupià i Roger   (Barcelona, c. 15 de febrer de 1684 - Lleó, 21 de novembre de 1752) fou un eclesiàstic català. Va ser abat de Sant Cugat i bisbe de Lleó.
Era fill dels marquesos de Llupià. Va ingressar a l'abadia benedictina de Sant Cugat del Vallès, i va fer el seu noviciat a Sant Pau del Camp. Va tenir diferents càrrecs dins el monestir de Sant Cugat, entre ells el de paborde, visitador i finalment abat de 1727 a 1736. També va ser tresorer de Catalunya de la Congregació Benedictina Claustral Tarraconense.
El 1735 va ser presentat per bisbe de Lleó on va prendre possessió de la seva seu el 22 de febrer de 1736. Es va dedicar amb afany a visitar pastoralment la diòcesi. Va ocupar aquest càrrec fins a la seva mort.
Va morir amb fama de savi i caritatiu, i va ser enterrat al seu monestir de Sant Cugat.